# Royal Gibraltar Regiment

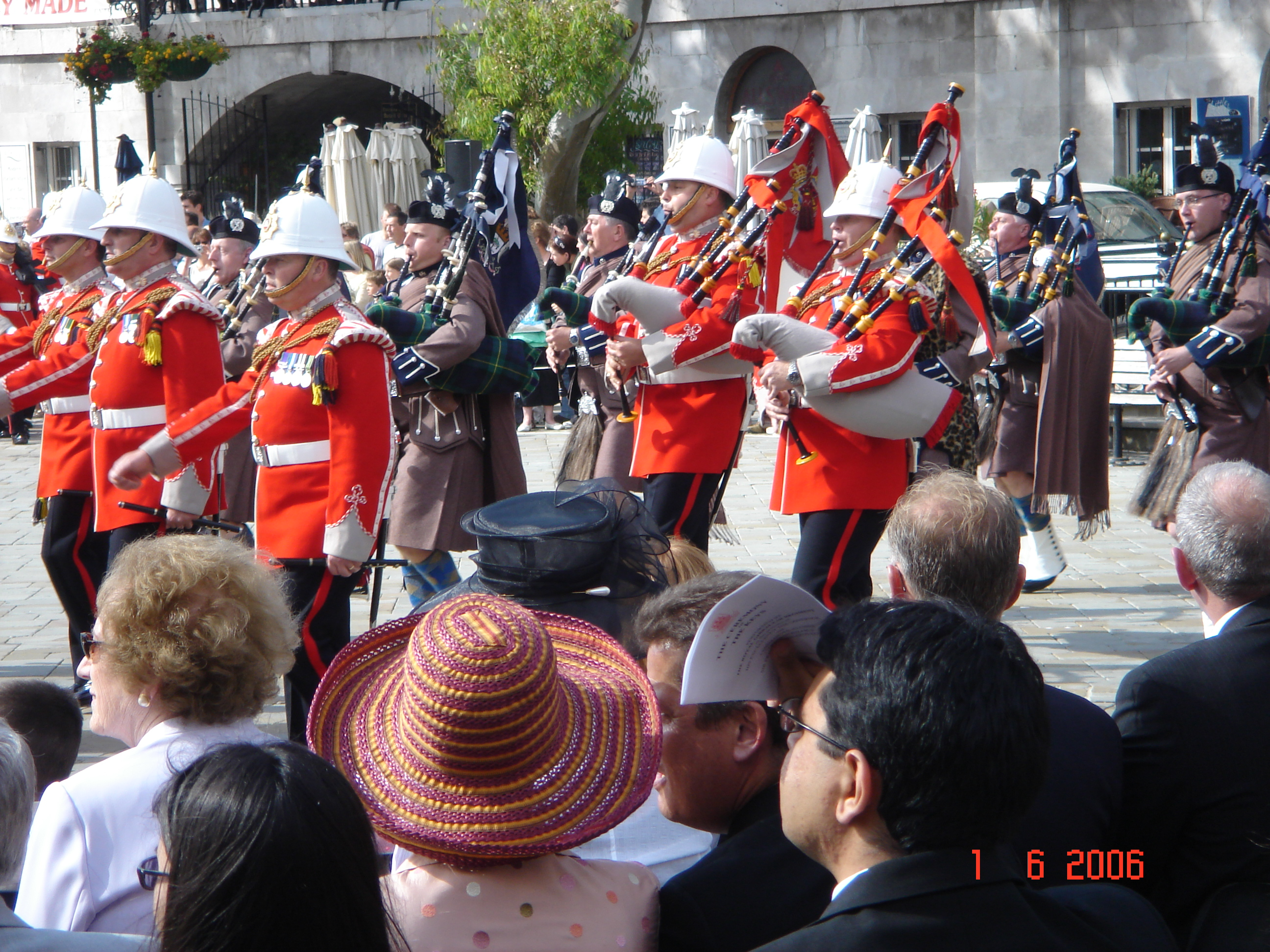
Musiker des Gibraltar-Regiment

Das Royal Gibraltar Regiment ist ein Territorialverband des britischen Überseegebietes Gibraltar und der einzige erhaltene Verband der Gibraltargarnison der britischen Armee. 

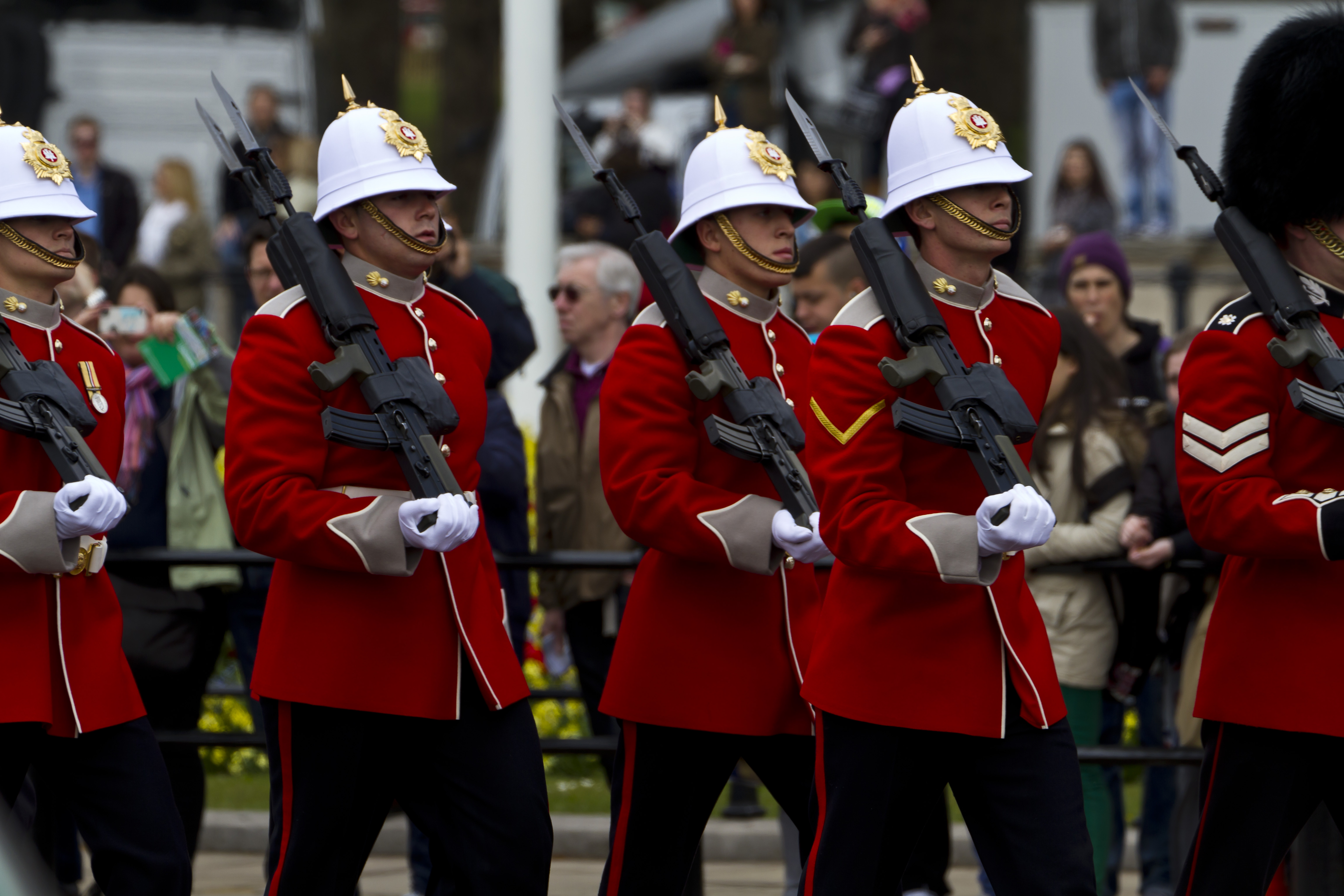
Royal Gibraltar Regiment New Guard at St James

## Geschichte

### 18. Jahrhundert
Die frühesten überprüfbaren historischen Belege für einheimische Zivilisten, die zur Verteidigung von Gibraltar eingezogen wurden, stammen vom 24. Juni 1720, und um 1755 stellte eine bewaffnete Organisation einheimischer Männer Wache an der Streikpostenkette von Bayside bis zum Devil's Tower auf, um zu verhindern, dass Soldaten aus der Garnison zum Feind überliefen. Diese Männer waren als genuesische Garde bekannt und wurden am Ende des Siebenjährigen Krieges aufgelöst. Während der Großen Belagerung von Gibraltar meldeten sich 160 einheimische Arbeiter freiwillig, um an der Aktion in der Nacht vom 26. auf den 27. November 1781 teilzunehmen. Sie hatten die Aufgabe, den vorrückenden Truppen zu folgen und bei der Demontage und Zerstörung der spanischen Batterien, Magazine und Schützengräben mitzuhelfen.

### 19. Jahrhundert
Während des Sudan-Feldzugs wurden 100 einheimische Männer vom Kommissariat als Transportfahrer eingesetzt, die als Los Carreteros Del Rey (Die Karrenfahrer des Königs) bekannt waren. Die Expedition war in mehrere Schlachten mit den Derwischen verwickelt. Während einer Parade in Gibraltar wurden die Karrenfahrer mit der ägyptischen Kriegsmedaille mit einer Spange mit dem Titel "Suakin 1885" ausgezeichnet.

### 20. Jahrhundert
Im Jahr 1900, während des Zweiten Burenkrieges, bot eine Gruppe von Gibraltarern an, ein lokales Freiwilligenkorps aufzustellen. Es wurde vorgeschlagen, einen Teil dieser Freiwilligen als Schützenkorps zu organisieren. Doch der Krieg endete, bevor das Korps tatsächlich gebildet werden konnte.

### Erster Weltkrieg
Während des Ersten Weltkriegs meldete sich eine Gruppe von Mitgliedern des örtlichen Ruderclubs freiwillig zum Militärdienst. Das Interesse war so groß, dass sich schließlich rund 400 Einwohner Gibraltars beteiligten. Eine ihrer Hauptaufgaben bestand darin, als Träger für die zahlreichen Verwundeten zu dienen, die auf Lazarettschiffen aus Gallipoli eintrafen. Diese Patienten wurden sowohl im Royal Naval Hospital in Gibraltar als auch in mehreren provisorisch eingerichteten Krankenhäusern untergebracht. Die Freiwilligen wurden am 3. Juli 1915 vom Gouverneur, General Sir Herbert Miles, offiziell anerkannt. In seiner Ansprache an der Wellington-Front würdigte der Gouverneur das Engagement der Männer und betonte, dass das Korps „nicht auf eine offizielle Aufforderung hin entstanden sei, sondern aus ihrem patriotischen Eifer sowie aus ihrer Liebe und ihrem Respekt gegenüber der Krone“. Das Korps war zunächst in der Orange Bastion stationiert, mit seinem Hauptquartier im Erdgeschoss des heutigen Rathauses. Später verlegte es seinen Standort an die Wellington Front. Die Freiwilligen wurden in vier Schützenkompanien unterteilt – A, B, C und D – wobei jede Kompanie unter dem Kommando eines Hauptmanns stand. Unterstützt wurde dieser von zwei Subalternoffizieren, einem Feldwebel, vier Sergeanten, acht Korporalen, zwei Trompetern sowie etwa 80 Mannschaftsdienstgraden. Der erste kommandierende Offizier war Major G. B. Roberts von den Royal Engineers. Während des Krieges leistete das Korps einen wichtigen Beitrag zur Verteidigung Gibraltars, indem es Verstärkung bereitstellte. 
Am 1. Februar 1920 wurde das Korps schließlich aufgelöst.

### Zweiter Weltkrieg
Im Jahr 1938 stellte der Gouverneur, General Sir Edmund Ironside, eine Territorialartillerieeinheit auf, um die Flugabwehrgeschütze auf Gibraltar zu bemannen. Die Freiwilligen marschierten zum ersten Mal am 28. April 1939. Kurz vor Ausbruch des Krieges wurden weitere Freiwillige gesucht und Männer der 4. und 27. Küstenbatterie der Royal Artillery sowie den Royal Signals, dem Royal Army Service Corps und dem Royal Army Medical Corps zugeteilt. Am 2. September 1939 wurde die Gibraltar Defence Force mobilisiert. Die Schwere Flugabwehr wurde der 19. Flak-Batterie der Royal Artillery zugeteilt und mit zwei 3-Zoll-Geschützen an den Öltanks der Admiralität auf der Ostseite des Felsens stationiert. Am 7. Juli 1940 gaben sie ihre ersten Schüsse aus Wut ab und waren von da an oft gegen französische und italienische Vichy-Flugzeuge im Einsatz, später im Krieg auch gegen deutsche Flugzeuge. In der Nacht zum 20. August 1940 schossen sie ihr erstes feindliches Flugzeug ab. Anfang 1944 wurde die Truppe gemäß der Defence Force Ordinance 1943 neu aufgestellt. Die Mehrzahl der Freiwilligen wurde auf die Reserveliste gesetzt, andere Sektionen wurden aufgelöst.

### Nachkriegszeit
Am 30. August 1958 wurden der ständige Kader und die Reserve der Gibraltar Defence Force zum Gibraltar Regiment zusammengeführt. Dieses neue Regiment übernahm eine doppelte Aufgabe: Es fungierte einerseits als Infanteriebataillon mit vier Schützenkompanien und andererseits als Artillerieeinheit, die für die Bedienung der 23,4 cm (9,2 Zoll) Küstengeschütze verantwortlich war. Diese Organisation sollte bis 1971 in Kraft bleiben. Mit dem Abzug der letzten Schützeneinheit im Jahr 1958 erhielt das Regiment vier 25-Pfünder-Geschütze (88 mm) und übernahm die Verantwortung für das Abfeuern von Royal Gun Salutes.
Am 25. September 1971 wurden dem Regiment die ersten Regimentsfahnen vorgestellt. Bei einer Zeremonie bei der Grand Parade überreichte der Gouverneur, Admiral of the Fleet Sir Varyl Begg, dem Regiment im Namen von Königin Elizabeth II. seine Regimentsfahnen. Am selben Tag wurde dem Regiment vom Bürgermeister von Gibraltar, Alfred Vazquez, während einer Zeremonie vor dem House of Assembly die "Freiheit der Stadt Gibraltar" (Freedom of the City) verliehen.
Im Jahr 1972 wurden die Band und das Corps of Drums gegründet. Die Inspiration für die Gründung einer Band und eines Trommlerkorps kam von Major Arthur Ferrary, der das Regiment im August 1972 übernahm.
Im 1. April 1991 wurde das Regiment in eine reine Infanterieeinheit umstrukturiert und übernahm die Aufgaben des ansässigen Infanteriebataillons. Das neu aufgestellte Regiment bestand aus einer Hauptquartierskompanie (Thomson's Bty), einer Militärkapelle und drei Schützenkompanien, von denen die G- und I-Kompanien regulär waren und die B-Kompanie (und die Kapelle) aus TA-Soldaten bestand.
Am 1. Juli 1998 überreichte der Duke of Kent dem Regiment neue Regimentsfahnen.

### 21. Jahrhundert
Das Regiment hat Offiziere und Mannschaften für die Konflikte in Nordirland, Sierra Leone, Bosnien, Kosovo, Afghanistan und Irak gestellt. In diesen Kriegsschauplätzen wurden die Mitglieder des Regiments mit zwei Bronze Stars und einem Military Cross ausgezeichnet.
Das Royal Gibraltar Regiment hat den Armed Forces Act 2011 unterzeichnet, um es mit den britischen Streitkräften in Einklang zu bringen. Es wurde 2018 vom Gouverneur von Gibraltar, Ed Davis, an Bord der HMS Diamond zusammen mit Fabian Picardo und Verteidigungsminister Mark Lancaster unterzeichnet.
Am 31. März 2022 wurde das Royal Gibraltar Regiment auf Windsor Castle vom Earl of Wessex mit neuen Regimentsfahnen ausgezeichnet.

## Gliederung
HQ-Kompanie (Thomson's Battery, regulär)
- Artillerietrupp

- Motortransportzug
- Fernmeldezug
- Verpflegungszug
- Bekleidungslager

G-Kompanie (regulär)
- Drei reguläre Gewehrzüge

I-Kompanie (regulär)
Reguläre Schützenkompanie mit spezialisierten Einheiten: 
- 2 Aufklärungsabteilungen,
- 5 Scharfschützenpaare,
- 2 Maschinengewehrabteilungen,
- 2 Angriffspionier-/Soldatenabteilungen,
- 2 Suchtrupps mit hohem Sicherheitsrisiko,
- 2 Suchtrupps mit geringem Risiko
- Kampfmittelbeseitigungseinheiten (EOD)

B-Kompanie (Reserve)
- Drei Gewehrzüge
- 2 Scharfschützenpaare
- 2 Maschinengewehrabteilungen
- 1 Suchtrupp mit geringem Risiko[10]

## Colonels
Colonel-in-Chief des Regiments ist von Amts wegen der jeweilige Gouverneur von Gibraltar.
Honorary Colonel des Regiments war:
- 1953–1968: Colonel Sir William Thomson[12]
- 1968–1975: Lieutenant-Colonel Charles Albert Norton[13]
- 1975–1980: Lieutenant-Colonel Joseph Marie Emil Gareze[14]
- 1980–1985: Colonel John Joseph Porral[15]
- 1985–1989: Colonel Arthur John Ferrary[16]
- 1989–1993: Colonel Domingo Louis Collado[17]
- 1993–1998: Colonel Sir Robert John Peliza[18]
- 1998–2003: Colonel John Joseph Porral[19]
- 2003–2008: Lieutenant-Colonel Eddie A. Guerrero[20]
- 2008–2014: Lieutenant-Colonel Dennis Duarte[21]
- 2014–2017: Colonel Ernest Michael Britto[22]
- 2017–2025: Colonel Francis Brancato[23]
- 2025–heute: General Sir Patrick Sanders[24]

## Uniformen
Aus klimatischen sowie zeremoniellen Gründen verfügt das Regiment über eine größere Auswahl an Uniformen als die meisten anderen britischen Infanterieeinheiten. Zum Ausstattungsumfang gehören
- Vollbekleidung (scharlachrot)
- Nr. 1 Zeremonielle Ausgehuniform (dunkelblau)
- Nr. 2 Dienstuniform (khaki)
- Nr. 3 Zeremonielle Uniform für warmes Wetter (weiß)
- Nr. 6 Paradeuniform für warmes Wetter (Buschjacke)